# Jacopo da Valenza
Jacopo da Valenza est un peintre italien actif entre 1485 et 1509 en Vénétie.

## Biographie
Jacopo da Valenza est actif à Vittorio Veneto, Serravalle, Feltre et Belluno où il a travaillé dans de nombreuses églises dans un style fortement influencé par Alvise Vivarini.
Il a été probablement formé dans l'atelier vénitien de Bartolomeo et Alvise Vivarini et son travail est resté redevable à leur style distinctif tout au long de sa carrière. 
L'œuvre la plus ancienne que l'on puisse lui attribuer en toute sécurité est une Vierge à l'Enfant, daté de 1485 (collection privée).En 1484, Nicolò Trevisan, l'évêque Nicolò Trevisan lui passa commande d'un retable  pour la Cathédrale de Vittorio Veneto une  Vierge à l'Enfant avec les saints Sébastien et Antoine et le donateur,.

## Œuvres
- Vierge à l'Enfant avec les saints Sébastien et Antoine et le donateur, 1484, Cathédrale de Vittorio Veneto.
- Vierge à l'Enfant, daté de 1485 (collection privée).
- Vierge à l'Enfant avec les Saints Joseph, Jean-Baptiste, Joachim et Anne, église San Giovanni Battista, Vittorio Veneto.
- Vierge allaitant l'Enfant, Musée Correr, Venise[3].
- Vierge en adoration de l'Enfant,, Musée Correr, Venise[4].
- Christ bénissant, fondation Cavallini Sgarbi, Ro Ferrarese.
- Résurrection du Christ, Musée de Castelvecchio.
- Christ Salvator Mundi, Académie Carrara, Bergame.

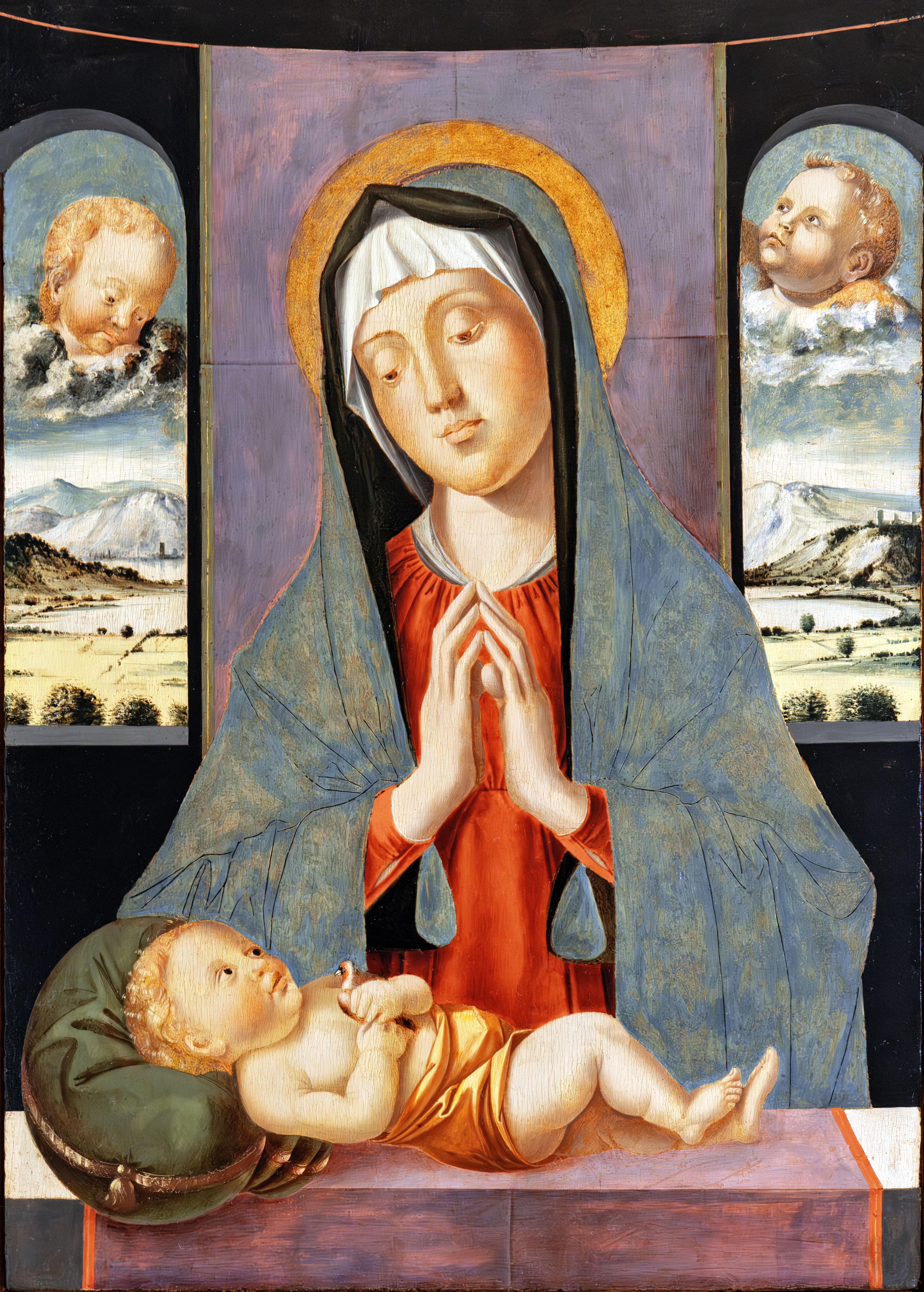
Vierge en adoration de l'Enfant, Musée Correr, Venise
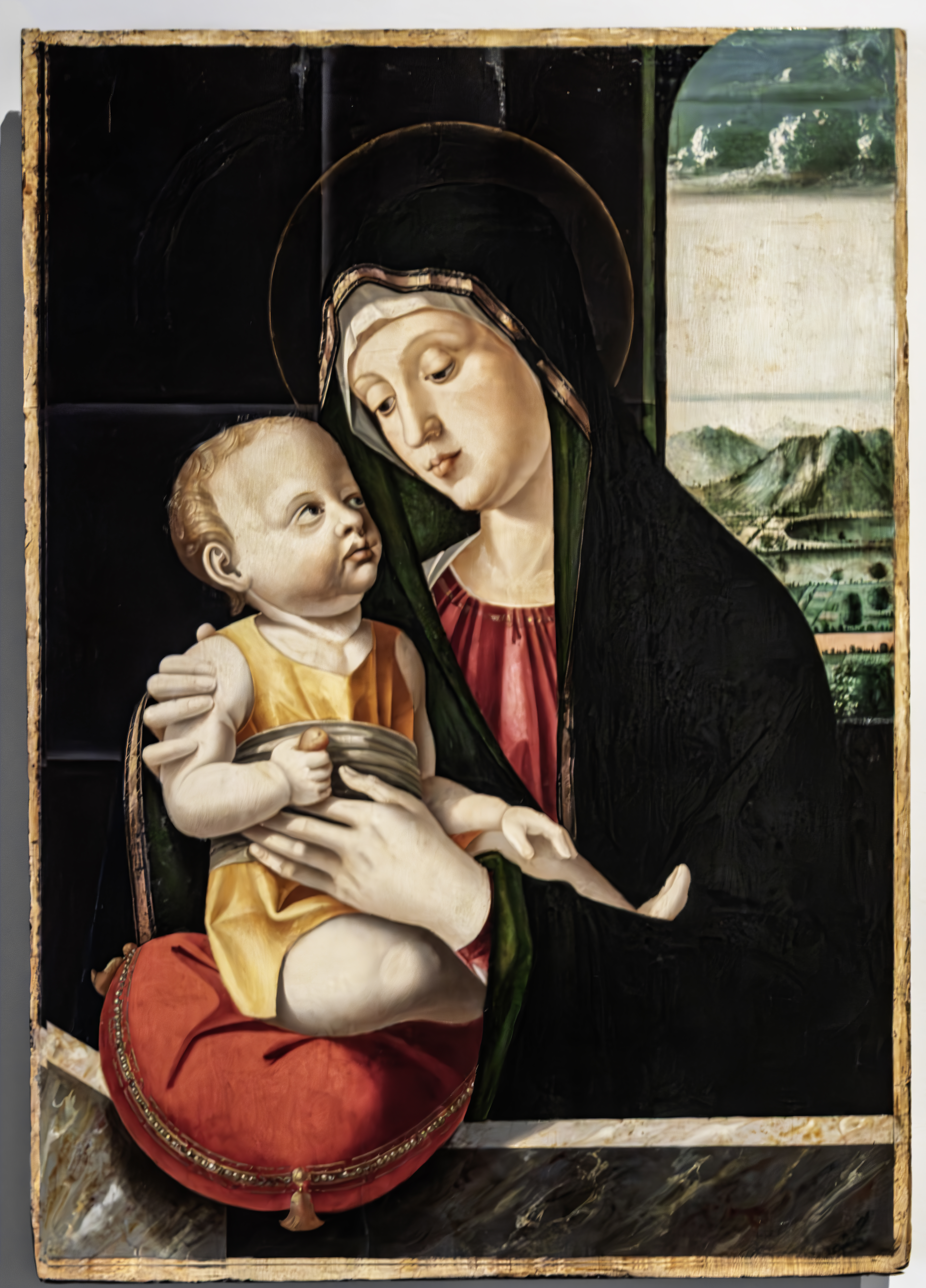
Vierge à l'Enfant, Complesso di Santa Caterina Trévise